# Бужский Гард

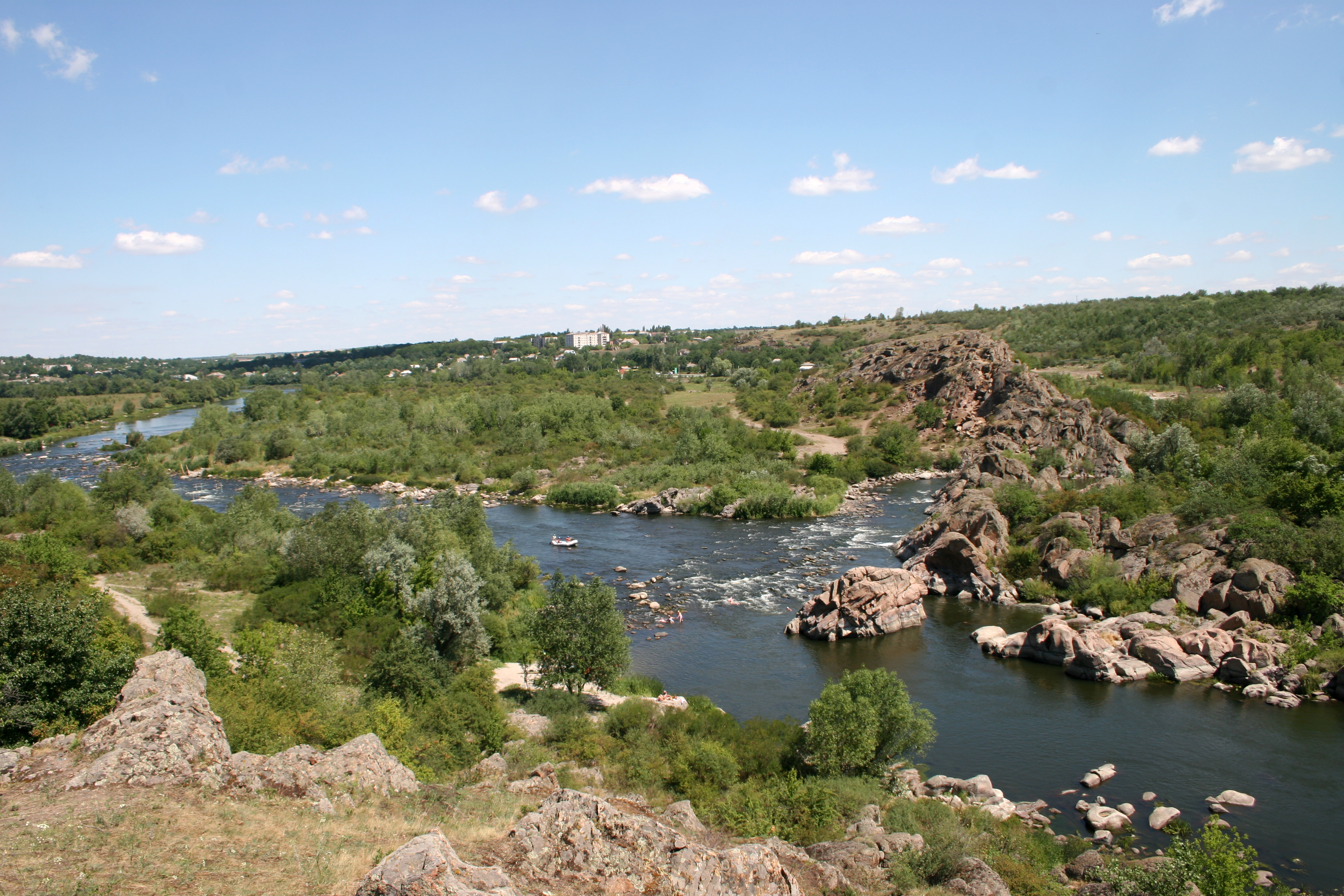

«Бужский Гард» (Бугский Гард; укр. «Бузький Гард») — национальный парк, расположенный на территории Первомайского и Вознесенского районов (Николаевская область, Украина).
Создан 30 апреля 2009 года. Площадь — 6 138,13 га.

## История
Природный парк был создан 30 апреля 2009 года согласно указу Президента Украины Виктора Ющенко № 279/2009 с целью сохранения, возобновления и рационального использования природных комплексов долины реки Южный Буг, имеющих важное природное, геологическое и историческое значение. Парк был создан путём реорганизации регионального ландшафтного парка Гранитно-Степное Побужье, основанного в 1994 году, с незначительным уменьшением площади.

## Описание
«Бужский Гард» расположен в долинах реки Южный Буг (участок между Первомайском и Александровкой) и ряда её приток: Арбузинка (участок между Трикраты и Актово — местом впадения в Мертвовод), Корабельная и её притока Большая Корабельная (участок между Благодатным и Семёновкой — местом впадения в Южный Буг Корабельной), Мертвовод (участок между Петропавловкой и Вознесенском — местом впадения в Южный Буг).
В состав национального природного парка «Бугский Гард» были включены такие природоохранные объекты местного значения:
- ихтиологический заказник «Южнобужский» — 40,0 га,
- ботанический памятник природы «Устье реки Бакшала» — 5,0 га,
- геологический памятник природы «Протычанская скала» — 0,03 га,
- геологический памятник природы «Турецкий стол» — 0,01 га,
- заповедное урочище «Лабиринт» — 247,0 га,
- заповедное урочище «Васильевая пасека» — 252,0 га,
- заповедное урочище «Левобережье» — 226,0 га,
- заповедное урочище «Летний хутор Скаржинского» — 105,7 га.

## Природа
На территории парка река Южный Буг врезается в кристаллический массив Украинского щита, в результате чего на реке присутствует множество порогов. На скалистых берегах видны выходы гранитов.
Рельеф территории представлен плато с пологими склонами, расчленённым долинами Южного Буга и её притоками Мигейский Ташлык (устье у села Мигея), Корабельная, Мертвовод, Арбузинка и Бакшала, которые в свою очередь изрезаны балками и ярами.
Прирусловая часть долины Южного Буга и острова местами заняты пойменными лесами и лугами, на склонах речных долин и балок сохранились участки петрофитной (каменистой) степи и остатки разнотравно-злаковых и кустарниковых степей.
34 представителя местной флоры занесены в Красную книгу Украины, 6 — в Европейский красный список, 5 — в Красный список Международного союза охраны природы, 2 — в Бернскую конвенцию.
Представители фауны занесённые в Красную книгу Украины: 22 вида позвоночных, 23 вида беспозвоночных; в Европейский красный список — соответственно 5 и 10 видов, в Красный список Международного союза охраны природы — соответственно 5 и 4 вида, в Бернскую конвенцию — соответственно 176 и 7 видов.

## Влияние
В честь «Бужского гарда» назван синхронный турнир по спортивному «Что? Где? Когда?» (редакторы: Алексей Жидких, Константин Таточенко, Денис Павлов).